# James Rizzi
James Rizzi (New York, 5 ottobre 1950 – 26 dicembre 2011) è stato un artista statunitense.
Artista pop, nato e cresciuto a Brooklyn, fino alla sua morte ha vissuto e lavorato in uno studio/loft nel quartiere di SoHo (Manhattan).

## Biografia
James Rizzi è nato da madre di origine irlandese e padre di famiglia italiana. Studiò Belle arti nella sede di Gainesville dell'Università della Florida. Approcciò l'idea di "multipli in 3D" (adesso associati al suo nome) quando dopo aver preso lezioni di pittura, incisione e scultura, si rese conto di avere doti in tutte le tre specializzazioni ma di avere il tempo per seguirne solo una. Decise, quindi, di creare un'incisione stampata due volte e colorata a mano montando, poi, parti delle stampe una sull'altra utilizzando fili per definire la profondità. Avendo ricevuto buoni voti da tutti gli insegnanti, continuò a lavorare su quest'idea sviluppandola nel tempo.
Sposò Gaby Hamill, una designer di moda dalla quale divorziò senza aver avuto figli propri; ha comunque una figlioccia, Georgia Rae Pai Foster, figlia di Emrie Brooke Foster.

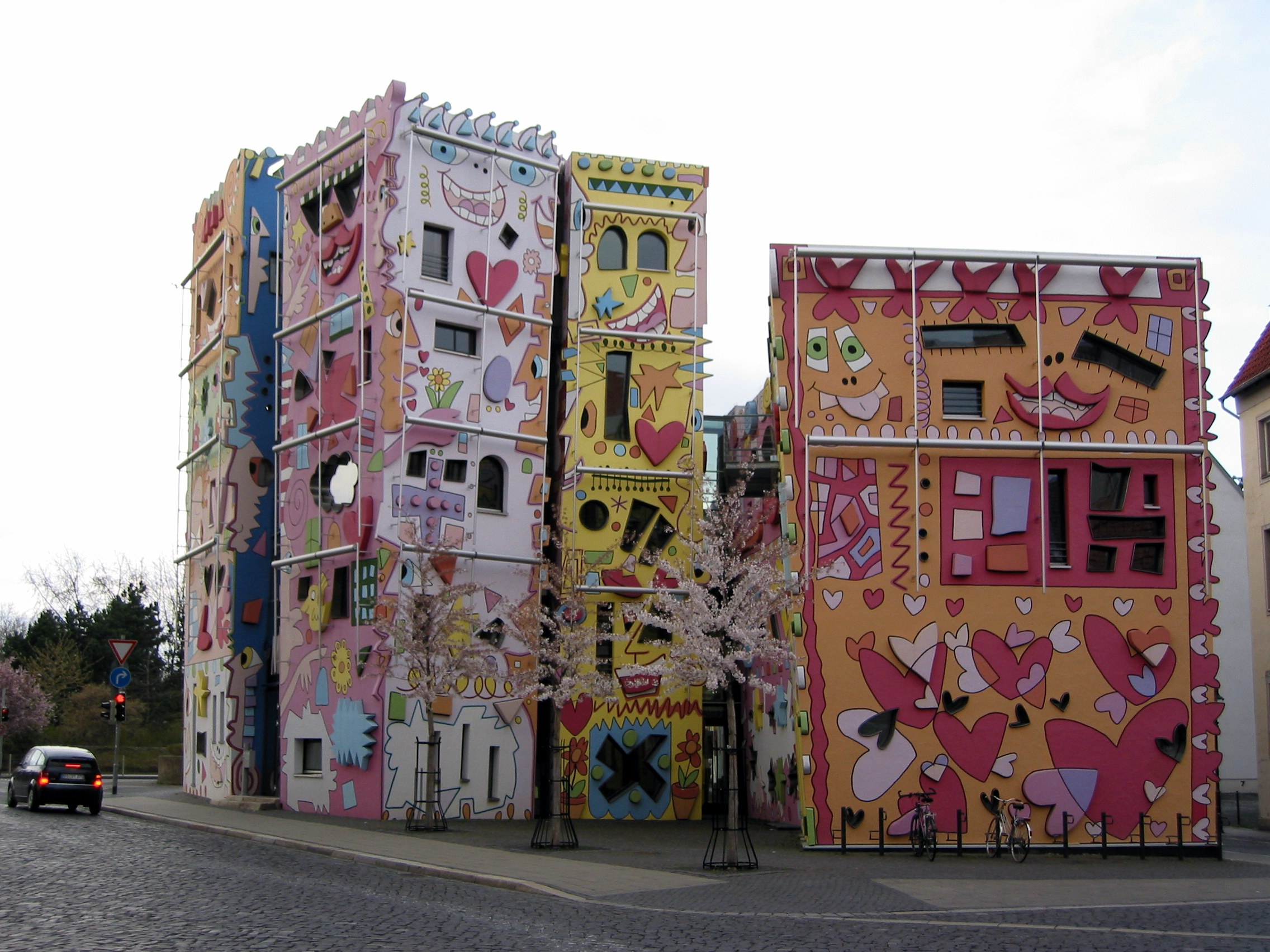
Happy Rizzi House a Braunschweig (Germania)

Rizzi è rimasto famoso per la sua grafica 3D e soprattutto per le grandi stampe di paesaggi urbani brulicanti di figure, simboli, oggetti e persone disegnate in modo allegro, colorato e con dettagli spesso minuziosi e deliranti. Questo suo modo di raffigurare il mondo è diventato uno stile personale e inconfondibile a livello internazionale.
Nell'ultimo periodo della sua vita, tornò alla pittura coniugando il Cubismo, le figure di Picasso, il disegno di Hanna & Barbera e l'arte, utilizzando una tavolozza sempre più complessa evocando contemporaneamente il cubismo ed i sofisticati fregi dei nativi americani.